# 萨里幻影猫
萨里幻影猫（英语：Surrey Puma），是一种出没于英国英格兰萨里与汉普郡一带的大型神秘猫科动物。

## 目击
1825年
- 1825年10月27日，威廉·科贝特前往韦弗利修道院时目击一只中型犬大小的灰色大猫。[1]

1955年
- 1955年，一位女士在 Abinger Hammer遛狗时看见一只疑似美洲狮的动物以及被猎杀的牛犊。[2]

1959年
- 1959年8月，伯恩·汉姆（Burningham）在普雷斯顿坎多弗（Preston Candover）看见一只拉布拉多犬般大小的大猫。同月的另一起报告，一位计程车司机表示在Tweseldown赛马场附近看见一头“狮子”。

1961年
- 1961年，一名球手在Croham Hurst高尔夫俱乐部看见一只3英尺高（约0.9米）、疑似熊的动物走进森林。为防止野生动物伤人，警方进入森林进行搜索，但未发现神秘生物的踪迹。[3][4]

1962年
- 1962年7月16日，工人埃内斯特·杰莱特（Ernest Jellett）报告说在Heathy Park水库看见一只大猫在追逐兔子，一位警官在搜索后后认为可能是一头小狮子，有观点认为是萨里幻影猫第一次正式目击。同年12月，又有一名工人表示看见了大猫。[5]

1964年
- 1964年夏季，一头牛犊在农场被猎杀，伤口疑似猫科动物造成，当地兽医检查后认为伤口不是本地动物造成。
- 1964年9月27日，一位司机在Loxwood看见一只大猫。9月28日，一位女士在威特利（Witley）看见一只美洲狮。9月29日，Puttenham的一位工人也看见了美洲狮。10月3日，哈斯科姆（Hascombe）、埃尔斯特德（Elstead）与欣德黑德（Hindhead）都出现有关美洲狮的目击报告。[6]

1965年
- 1965年，奇丁福尔德（ Chiddingfold），一位女士与一只大猫近距离遭遇。

1966年
- 1966年8月，一位退休警察在教堂花园拍到一个动物，他认为这是美洲狮。切斯顿动物园（Chessington Zoo）与自然历史博物馆（Natural History Museum）的工作人员赞同这一观点，但伦敦动物园（London Zoo）的工作人员不赞同美洲狮的观点。[7]

- 1966年7月14日，有目击者在一处田野看见一只大猫。当日晚些时候，Worplesdon出现美洲狮出没的目击报告。同年8月，Wormley出现美洲狮出没的目击报告。同年9月，一名男性目击者在米尔福德（Milford）看见一只大猫从树上离开。同年9月22日，两名目击者在Hogs Back发现美洲狮出没，当日晚，一名女士看见一只美洲狮。

1968年
- 1968年，一名农夫声称射杀一只美洲狮，但没有证据证实此事。[8]

1970年
- 1970年，警察埃里克·伯恩（EricBourn）与同事在报告中表示看见一只拉布拉多犬般大小、前腿有两个白点疑似美洲狮的大猫。

1978年
- 1978年，安妮·斯坦纳特（Anne Stanette）在Woldingham看见一只浅棕色的大猫，她认为那是一头狮子。

1984年
- 1984年，有传闻称Peaslake发现美洲狮的皮毛。

1995年
- 1995年，警察史蒂夫·阿什克罗夫特（Steve Ashcroft）表示在圣德肋撒学校（St Teresa's School）附近看见一只美洲狮在追逐西方狍。[9]

1998年
- 1998年1月6日，吉尔·穆塞特（Jill Mussett）在克兰利（Cranleigh）的家中通过望远镜看见一只美洲狮。

2000年
- 2000年8月4日，乔治（George）和芭芭拉·奎尔斯（Barbara Quelsh）在吉尔福德（Guildford）看见一只家猫两倍长的大猫。

2003年
- 2003年6月，目击者Ashcroft先生表示在Holmbury看见一只大猫。

2004年
- 2004年4月，Abinger Common的居民报告了多起有关大猫的目击。

2005年
- 2005年，Whitmoor Common，两只狗将一只疑似美洲狮的动物逼上树，但这只动物最终在消防队到来前逃脱。

2008年
- 2008年，丽贝卡·帕默（Rebecca Palmer）驱车经过East Tisted时，在汉普郡/萨里边界（Hants/Surrey border）看见一只大猫。同年11月15日，格雷厄姆·赖特（Graham Wright）在吉尔福德（Guildford）Dorrit Crescent看见一只大猫。

2009年
- 2009年1月1日，莎拉·拉姆齐（Sarah Ramsay）在家中看见一只灰色大猫从花园跑过。

2010年
- 2010年2月15日，Meryl Penning在Newdigate看见一只黑色大猫。

## 理论
美洲狮
戈达尔明警方1964年—至1966年间接到了362起有关大型猫科动物的目击报告，一名虫害控制官员在浏览目击报告后认为萨里幻影猫可能是一只美洲狮。
逃脱动物
英国政府与许多研究者认为，英国存在非原生大型猫科动物种群的可能性极低。许多幻影猫的目击可能来自动物园以及非法饲养的个人所逃脱的丛林猫、猞猁、金猫乃至豹等动物。退休生物学家Nigel Brierly经过数年调查后认为，萨里幻影猫可能为多种不同的生物，比如美洲狮、山猫以及黑豹。